# Zselizi járás
A Zselizi járás (szlovákul Okres Želiezovce) Csehszlovákia egyik járása volt a mai Szlovákia területén 1923 és 1938, majd 1945 és 1960 között, székhelye Zseliz (Želiezovce) volt. Területe 1938 és 1945 között Magyarországhoz tartozott és fel volt osztva az Ipolysági és a Lévai járás között. 1960 óta valamennyi egykori községe a Lévai járáshoz tartozik.

## Története
A Zselizi járás Csehszlovákia közigazgatási beosztásának 1923. évi újrarendezése során jött létre az egyidejűleg megszűnő Ipolypásztói járás északi, nagyobb részéből és a Lévai járás déli feléből. Az Ipolypásztói járásból Zalaba és Ipolypásztó, valamint az ezektől északra fekvő községek, míg a Lévai járásból Bajka, Felsővárad, Alsóvárad, Tőre, Zsemlér és Garamszentgyörgy, valamint az ezektől délre fekvő községek kerültek ide. Az 1923. évi közigazgatási rendezéstől kezdve a mai Szlovákia területe hat nagymegyére oszlott, a Zselizi járás ezek közül Zólyom megyéhez (Zvolenská župa) tartozott. 1928-ban azonban a nagymegyék megszűntek, Csehszlovákiát négy tartományra osztották, ekkor a járás a Csehszlovákián belüli Szlovákia része lett.
Az 1938. évi első bécsi döntés, melynek alapján Magyarország megkapta Szlovákia déli sávját, a Zselizi járás teljes területét Magyarországnak ítélte, ahol az Bars és Hont k.e.e. vármegye része lett. A járás maga megszűnt, községeinek nagy részét a Lévai járáshoz osztották be, nyolcat pedig az Ipolyságihoz.
A második világháború után a Zselizi járás területe ismét az újjáalakult Csehszlovákia része lett, ahol az 1938 előtti határok között szervezték újjá. Az ország közigazgatási beosztása ekkor hasonló volt az 1928-38 közöttihez, a járások ismét közvetlenül a szlovák tartományhoz tartoztak.
1949-ben újabb átszervezésre került sor, az 1923-28 közötti nagymegyékhez hasonló nagyobb közigazgatási egységeket hoztak létre, de ezek neve most kerület (kraj) lett, és járásunk most a Nyitrai kerülethez került. Ugyanekkor a Zselizi járás területe is megváltozott: délnyugaton ide csatoltak négy községet a Párkányi járásból (Érsekkéty, Farnad, Kural és Nagyölved) és kettőt a Verebélyiből (Cseke és Fakóvezekény).
1960-tól jelentősen átszervezték a járásokat, a korábbiaknál sokkal nagyobbakat hozva létre. Ekkor a Zselizi járás megszűnt és teljes területével beolvadt a Lévai járásba. Szintén 1960-ban a kerületek száma Szlovákiában hatról háromra csökkent, a Lévai járás pedig a Nyugat-Szlovákiai kerület része lett. A kerületek 1990-ben ismét megszűntek és csak a (nagy)járások maradtak Csehszlovákiában.
1996-ban a már független Szlovákia közigazgatási felosztását megint jelentősen átalakították. A járások száma 38-ról 79-re nőtt és ezeket nyolc kerületbe osztották be. Az egykori Zselizi járás területe azonban továbbra is a Lévai járás része maradt, mely ismét a Nyitrai kerület része lett.

## Községei
1923 és 1960 között mindvégig a Zselizi járáshoz tartoztak:
- Ágó (Agov)[J 1]
- Alsófegyvernek (Dolný Feďvernek)[J 2]
- Alsóvárad (Dolný Hrádok)[J 3]
- Bajka (Bajka)
- Barsendréd (Ondrejovce)
- Csata (Čata)
- Felsőárma (Medvecké)[J 4]
- Felsőfegyvernek (Horný Feďvernek)[J 2]
- Felsővárad (Horný Hrádok)[J 3]
- Garamdamásd (Domaša)
- Garammikola (Mikula)
- Garamsalló (Šalov)
- Garamszentgyörgy (Jur nad Hronom)
- Garamvezekény (Vozokany nad Hronom)
- Hontfüzesgyarmat (Hontianska Vrbica)
- Hölvény (Hulvinky)
- Ipolybél (Bielovce)
- Ipolypásztó (Pastovce)
- Ipolyszakállos (Ipeľský Sokolec)
- Kisölved (Malé Ludince)
- Kispeszek (Malý Pesek)
- Kissalló (Tekovské Lužianky, korábban Malé Šarluhy)
- Kissáró (Malé Šarovce)[J 5]
- Lekér (Hronovce)
- Lontó (Lontov)
- Málas (Málaš)
- Nagypeszek (Veľky Pesek)
- Nagysalló (Tekovské Lužany)
- Nagysáró) (Veľké Šarovce)[J 5]
- Nemesoroszi (Kukučínov)
- Nyír (Nýrovce)[J 1]
- Oroszka (Pohronský Ruskov)
- Szete (Kubáňovo)
- Szodó (Svodov)
- Tergenye (Trhyňa)
- Tőre (Turá)
- Zalaba (Zalaba)
- Zseliz (Želiezovce)
- Zsemlér (Žemliare)

1949-től tartoztak a Zselizi járáshoz:
- Cseke (Čaka)
- Érsekkéty (Keť)
- Fakóvezekény (Plavé Vozokany)
- Farnad (Farná)
- Kural (Kuraľany)
- Nagyölved (Veľké Ludince)